# Tascia finalis
Tascia finalis är en fjärilsart som beskrevs av Walker 1854. Tascia finalis ingår i släktet Tascia och familjen bastardsvärmare. Inga underarter finns listade i Catalogue of Life.